# HD150549
HD150549 — хімічно пекулярна зоря спектрального класу A0, що має видиму зоряну величину в смузі V приблизно  5,1.
Вона  розташована на відстані близько 626,0 світлових років від Сонця.

## Фізичні характеристики
Телескоп Гіппаркос зареєстрував фотометричну змінність  даної зорі з періодом    3,76 доби в межах від  Hmin= 5,10 до  Hmax= 5,06.

## Пекулярний хімічний склад
Зоряна атмосфера HD150549 має підвищений вміст 
Si
.

## Магнітне поле
Спектр даної зорі вказує на наявність магнітного поля у її зоряній атмосфері.
Напруженість повздовжної компоненти поля оціненої з аналізу
наявних ліній металів
становить  304,2± 210,6 Гаус.